# Vi-vo
有限公司Vi-vo（日语：有限会社ビーボ）以前是一家位於日本東京都港區的聲優經紀公司。成立於2002年3月。「Vi-vo」這個公司的由來是西班牙語中代表「鮮明華麗，明朗活潑」的意思。主要的創立人員是聲優屋良有作和石井康嗣。代表董事是屋良有作。
2022年3月31日確定結束營業。

## 過往所屬聲優、藝人

### 男性
- 石井康嗣（自由職業）
- 內田泰喜（日语：内田泰喜）
- 岡本和浩（現所屬：AMBERnote）
- 慶星
- 小林三四郎（日语：小林三四郎）
- 近藤隆（現所屬：AMBERnote）
- 佐久田修（日语：佐久田脩）（在籍中去世）
- 坂卷亮侑（日语：坂巻亮侑）（現所屬：al-share（日语：アル・シェア））
- 高空良
- 高野憲太朗
- 田丸裕臣（日语：田丸裕臣）(自由身)
- 中原茂（現所屬：Local Dream Production）
- 額田康裕(自由身)
- 奈良岡快（日语：奈良岡快）
- 濱田治貴（日语：浜田治貴）（現所屬：Atomic Monkey）
- 古田優兒（日语：古田優児）（現所屬：Kotodama）
- 堀江一真（現所屬：Aksent）
- 山田太一（日语：山田太一 (タレント)）（現所屬：太田Production）
- 屋良有作（現所屬：青二Production）

### 女性
- AKALI
- 秋元麗(自由身)
- 川上麻里（日语：川上まり）（現所屬：Atomic Monkey）
- 木住惠理
- 國井千聖（日语：國井千聖）
- 國分優香里（現所屬：POWER RISE（日语：パワー・ライズ））
- 小松美智子（日语：小松美智子）（現所屬：Extension）
- 斉藤ゆき子（現所属：Voice Garage）
- 清水茉菜(自由身)
- 新谷良子（現所属：Remax）
- 鈴夏綾（日语：鈴夏あや）(自由身)
- 中垣內
- 永田亮子（現所屬：Atomic Monkey）
- 葉山郁美（現所屬：CLARE VOICE）
- 深見梨加（自由職業）
- 藤井佑實子（日语：藤井佑実子）(自由身)
- 藤日奈
- 真木奈緒（日语：真木ナオ）(自由身)
- 村田博美（日语：村田博美）（現所屬：Aksent）
- 山內美幸(自由身)
- 山口由里子（現所屬：青二Production）

## 外部連結
- 有限公司Vi-vo公式官網 （页面存档备份，存于） （日語）